# Gifttråding
Gifttråding (Inosperma erubescens) är en svampart som beskrevs av Axel Blytt (postum publicerad 1905).
Före 2019 placerades arten i släkten Inocybe och undersläktet Inosperma, under det vetenskapliga namnet Inocybe erubescens. En fylogenetisk studie från 2019 fann dock att erubescens och de andra arterna i undersläktet Inosperma inte var nära släkt med andra arter i andra undersläkten av släktet Inocybe. Inosperma erkändes som ett resultat av detta som ett eget släkte och artens vetenskapliga namn blev därmed Inosperma erubescens.
Arten är reproducerande och livskraftig i Sverige. Som dess trivialnamn antyder är den en giftig svamp. Den förekommer på näringsrik och kalkhaltig mark och bildar mykorrhiza med bok och ekar, och kan därför till exempel växa i lövskogar och parker med dessa träd.

## Bildgalleri

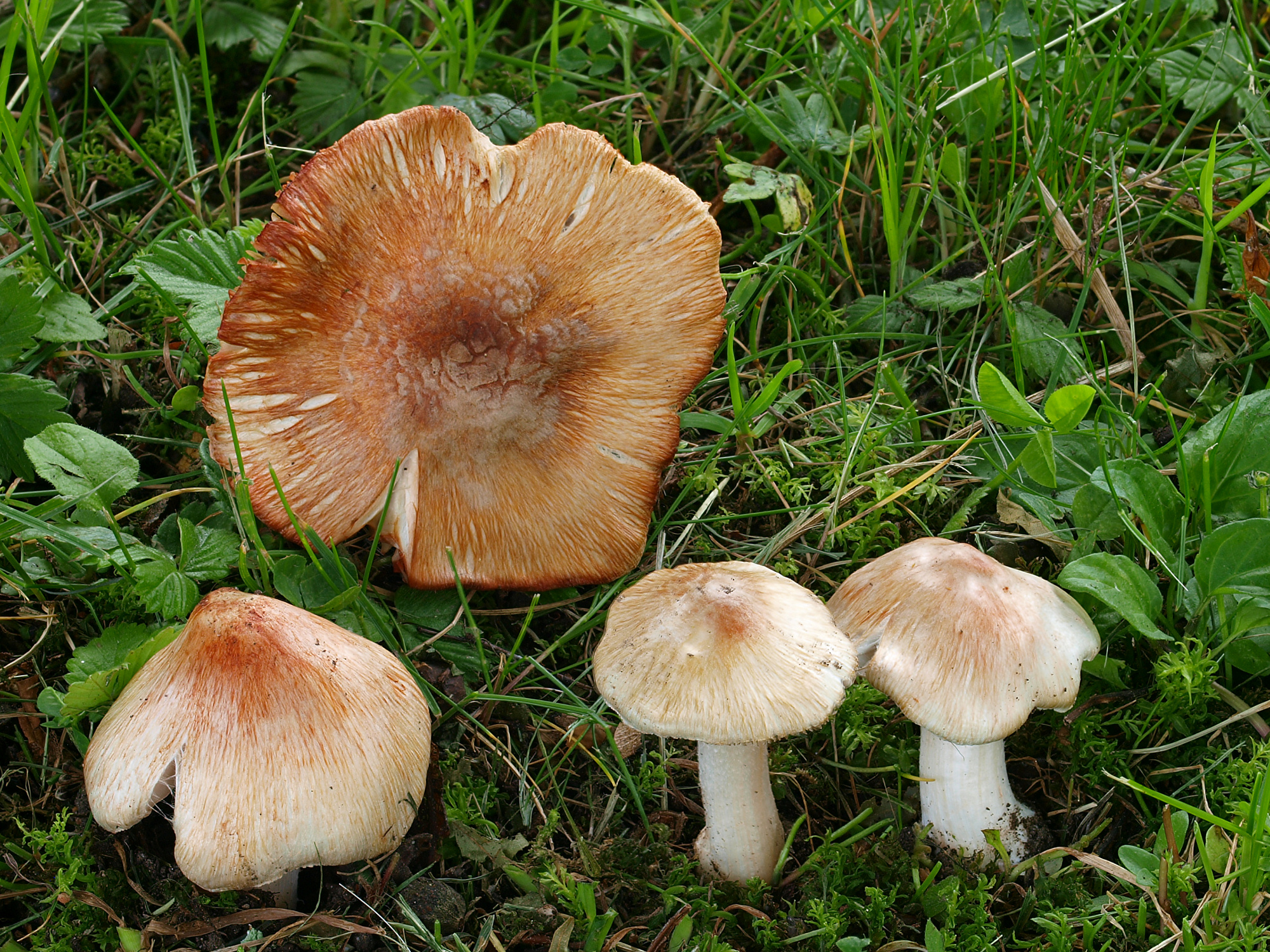
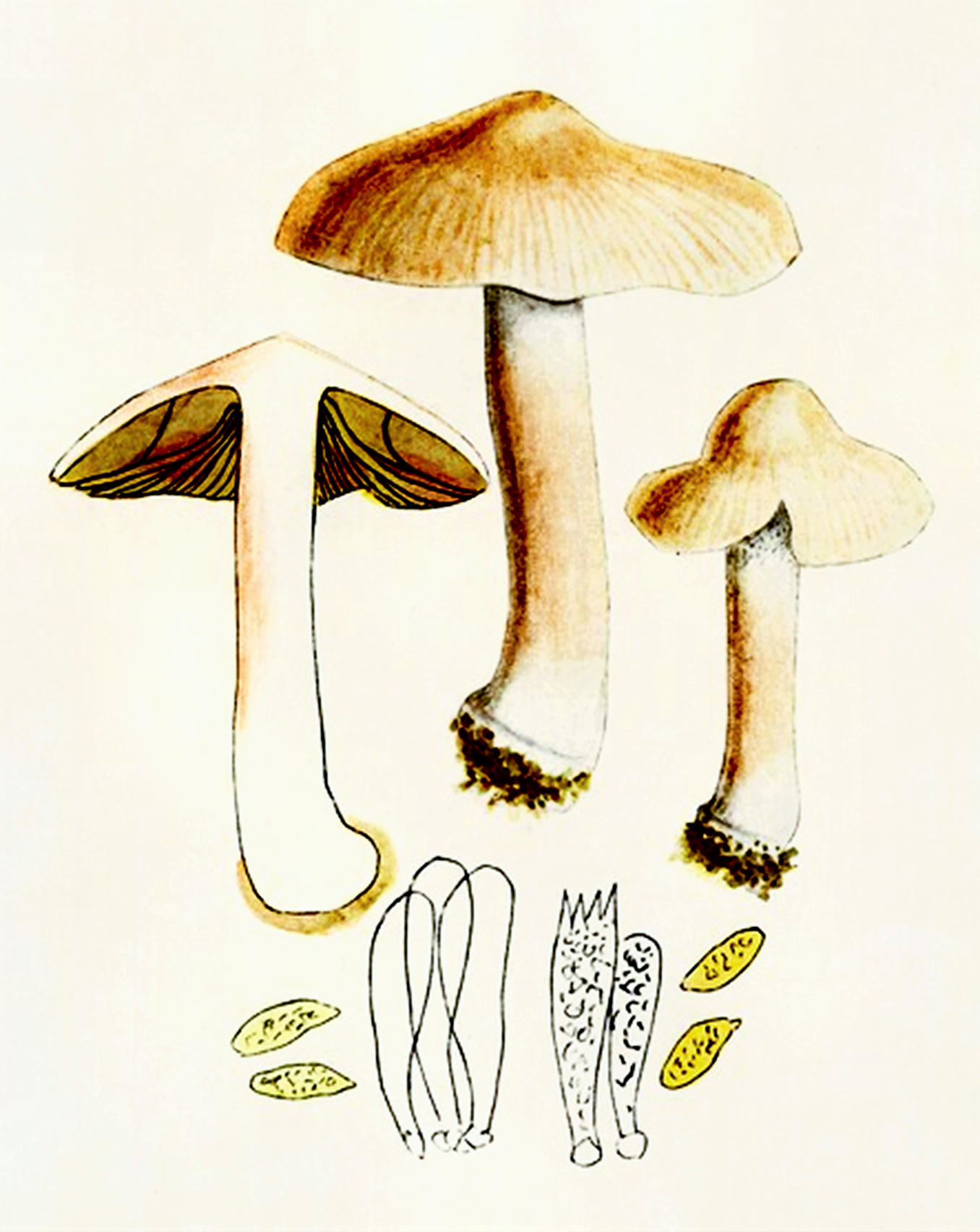